# 2016 RO82
2016 RO82 est un objet de la ceinture de Kuiper.

## Caractéristiques
2016 RO82 mesure environ 205 kilomètres de diamètre.